# Eber Brock Ward

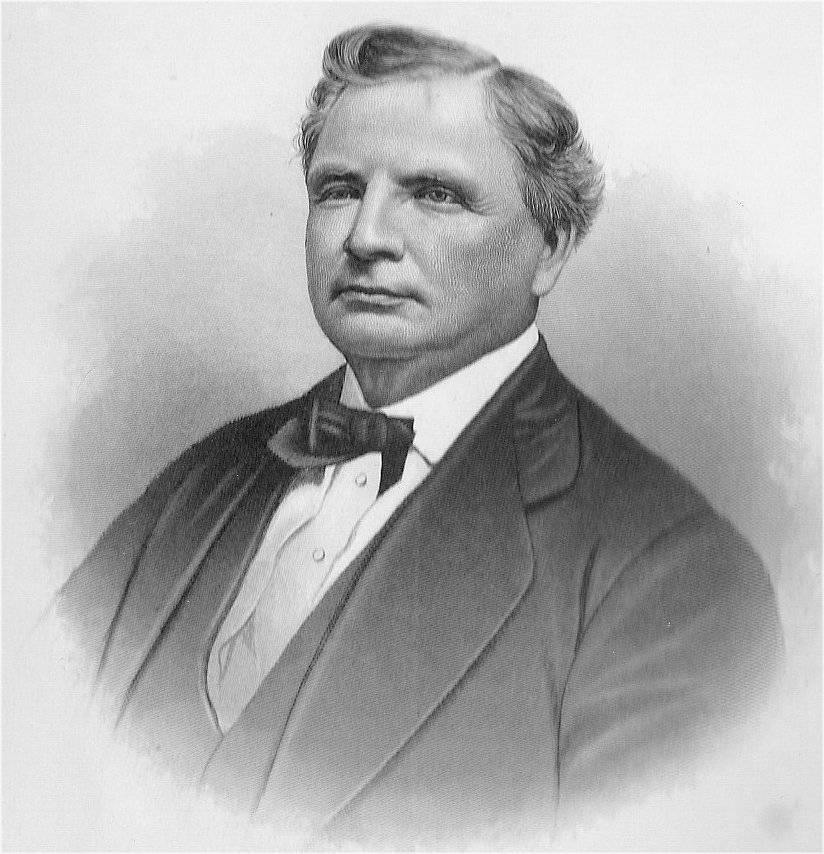
Eber Brock Ward um 1875

Eber Brock Ward (* 25. Dezember 1811 in Applegaths Mills, Waterloo County in der Provinz Ontario; † 2. Januar 1875 in Detroit, Michigan) war ein US-amerikanischer Großunternehmer. 

## Leben
Man nannte ihn den "Dampfschiffkönig der Great Lakes", seine Interessen erstreckten sich aber auch auf die Eisen- und Stahlproduktion, den Abbau von Eisen-, Kupfer und Silbererz, Eisenbahnen, auf die Forstwirtschaft, das Bank- und Versicherungswesen, die Glasproduktion und das Pressewesen.
Wards war das drittälteste von vier Kindern. Die Familie stammte aus Vermont, hatte aber vergeblich  versucht, dem Britisch-Amerikanischen Krieg von 1812 zu entgehen. Nach einer Rückkehr nach Vermont und einer Zwischenstation in Ohio zog der Vater, mittlerweile verwitwet, 1821 nach Detroit. Mit zwölf oder dreizehn Jahren arbeitete Ward bereits als Schiffsjunge auf den Großen Seen. Samuel Ward, ein Onkel, war damals ein führender Schiffsbauer in Marine City. Er stellte Eber Brock Ward 1830 an und dieser wurde bald Vierteleigentümer des Schiffs General Harrison. Ab 1850 war Ward als Schiffsbauer und Reeder in Detroit tätig. Gemeinsam mit seinem Onkel und Partner wurde Ward zum dominierenden Schiffseigner an den Großen Seen.

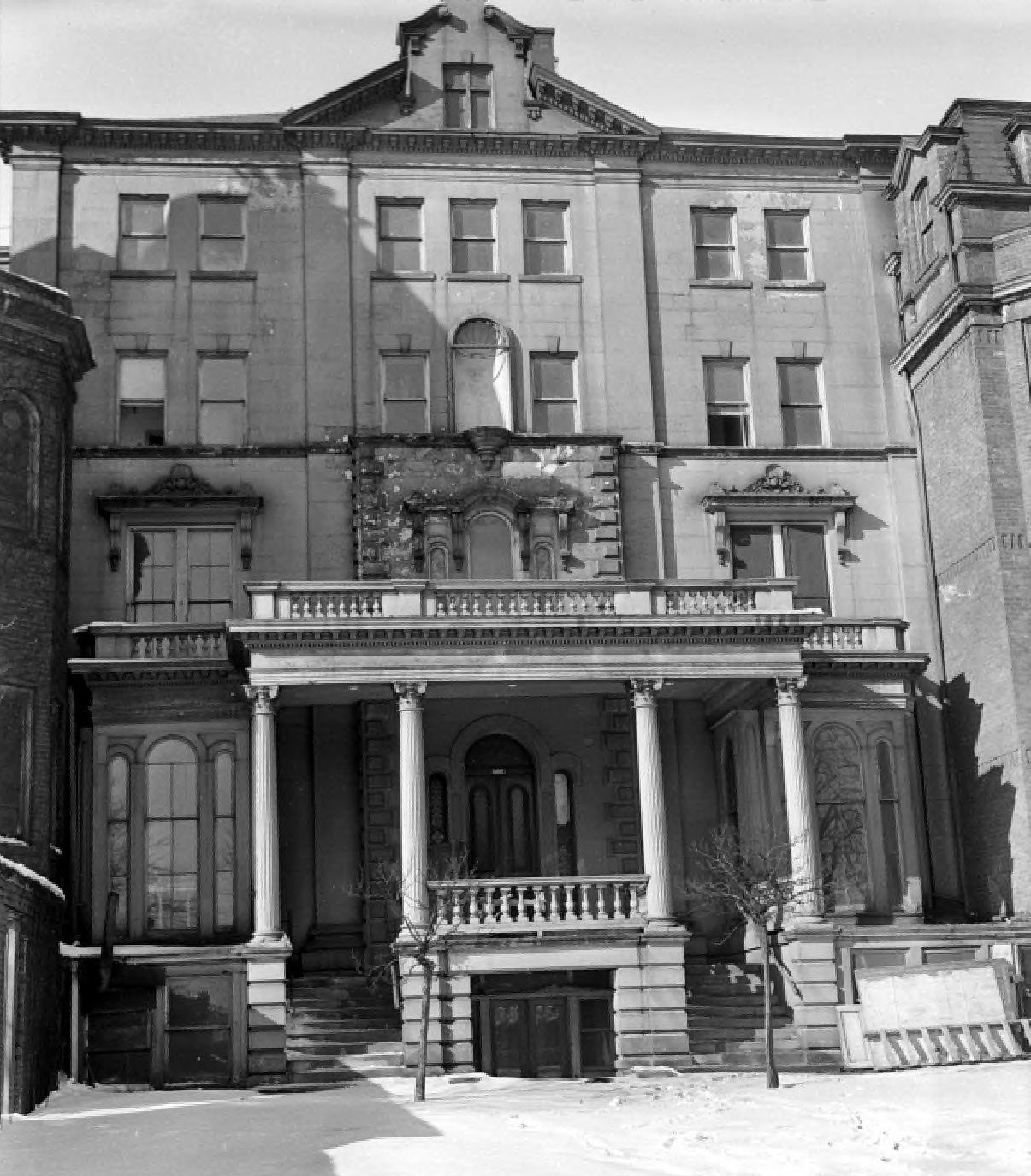
Wards Haus in Detroit, W. Fort St

Ab etwa 1852 investierte Ward in Waldland am Pere Marquette River in Lake County nahe Ludington. 1860 wurde er Präsident der Flint and Pere Marquette Railroad Company. Weitere erfolgreiche Investitionen  waren die Beteiligung an einer Silbermine in Ontario und zwei Sägemühlen am Lake Pere Marquette. Ward spielte eine führende Rolle bei der Gründung der Eureka Iron and Steel Works im Jahr 1853. Das Eureka Stahlwerk war dank Wards Interesse das erste in den USA, das 1864 das Bessemer-Verfahren anwandte.
Eber Brook Ward war zweimal verheiratet. Unter seinen sieben überlebenden Kindern erlangte nur Clara Ward, Princesse de Caraman-Chimay Bekanntheit.